# ジョナサン・カプラン
ジョナサン・カプラン（英語: Jonathan Kaplan, 1947年11月25日 - 2025年8月1日）は、アメリカ合衆国の映画監督。

## 略歴
父親は作曲家、母親は女優で、パリで生まれる。子役としてブロードウェイに出演、エリア・カザンなどの舞台に立つ。シカゴ大学とニューヨーク大学フィルム・スクールで学び、卒業後にロジャー・コーマンの元で働くようになる。1975年の『爆走トラック'76』などのアクション映画を製作したほか、1988年、レイプ事件を扱ったサスペンス『告発の行方』では主演のジョディ・フォスターがアカデミー主演女優賞を受賞した。
『ER緊急救命室』『WITHOUT A TRACE/FBI 失踪者を追え!』『LAW & ORDER』などのテレビシリーズも手がける。
2025年8月1日、肝癌によりロサンゼルスで死去。77歳没。

## 監督作品
- 爆走トラック'76 White Line Fever (1975)
- 飛べ、バージル/プロジェクトX Project X (1987)
- 告発の行方 The Accused (1988)
- この愛の行方 Immediate Family (1989)
- ラブ・フィールド Love Field (1992)
- 不法侵入 Unlawful Entry (1992)
- バッド・ガールズ Bad Girls (1994)
- ブロークダウン・パレス Brokedown Palace (1999)